# Dasychira noctuaeformis
Dasychira noctuaeformis är en fjärilsart som beskrevs av Aurivillius 1925. Dasychira noctuaeformis ingår i släktet Dasychira och familjen tofsspinnare. Inga underarter finns listade i Catalogue of Life.